# Jens Jønsson
Jens Jønsson (født 10. januar 1993) er en dansk fodboldspiller, der spiller på midtbanen i græske AEK Athen. Hans seniorkarriere begyndte i AGF, og han har siden spillet i tyrkiske Konyaspor og spanske Cádiz CF, inden han kom til AEK.

## Karriere

### Ungdom
Jønsson indledte sin karriere med at spille for Viby IF, men skiftede i en alder af 7 år til naboklubben Lyseng. I januar 2005, lige efter at have været med til at føre Lyseng IF til både et Jysk- og et Århusmesterskab begyndte han at spille for AGF. I 2005 vandt AGF og Jens Jønsson lilleput-DM med bl.a. Viktor Fischer, Frans Dhia Putros, Sebastian Pingel og Mikkel Qvist på holdkortet.

### AGF
Jens Jønsson debuterede mod Vejle Boldklub Kolding i pokalturneringen. Hans første optræden i Superligaen var i Parken mod de regerende mestre fra F.C. København. 
Jens Jønssons første mål for AGF blev scoret mod Silkeborg IF. Han sikrede herved AGF 3-3 med en halvflugter fra en distance på 25 meter og sikrede dermed AGF det ene point, få sekunder inden slutfløjtet lød. Målet blev siden kåret til årets mål i Superligaen 2012, der blev kåret via en seer afstemning ved DR’s Sportgalla 2012.
I tidens løbe har Jønsson primært spillet på midtbanen, men han blev under træner Morten Wieghorst i en periode placeret som central forsvarsspiller. Udsigten til at skulle spille fast der passede ikke Jønsson, der offentligt luftede sine frustrationer. Med udskiftningen af Wieghorst kom Jønsson tilbage til midtbanen, hvilket fik ham til at forlænge sin kontrakt i januar 2016, så den løb til sommeren 2017.

### Konyaspor
Jønsson skiftede kort efter sin hjemkomst fra OL i Rio til tyrkiske Konyaspor, der efter en tredjeplads i den tyrkiske liga sæsonen forinden var direkte kvalificeret til UEFA Europa League.
Han scorede i marts 2017 sit første mål for klubben, da han sparkede bolden i nettet til det, der skulle blive det eneste mål i 1-0-sejren over Adanaspor. I sin første sæson i klubben opnåede han at blive tyrkisk pokalmester, da Konyaspor vandt finalen over İstanbul Başakşehir F.K. med 4-1 efter straffesparkskonkurrence.
Jens Jønsson udmærkede sig positivt i sin 4-årige periode i Konyaspor. Han spillede bl.a. Europa League-kampe, vandt den tyrkiske pokaltitel samt den tyrkiske Super Cup-finale med klubben.

### Cádiz
Efter fire år i Tyrkiet skiftede Jønsson i august 2020 til den spanske klub Cádiz CF, der netop var rykket op i La Liga.

### AEK
Da hans kontrakt udløb i Cádiz, skiftede han til græske AEK Athen i sommeren 2022.

### Landshold
Jønsson har spillet på U-landsholdene gennem årene, hvor et par skader dog har holdt ham ude i nogle perioder. Det er blevet til 38 kampe på de forskellige årgange, heraf 18 på Danmark U/21 og deltagelse i slutrunden ved EM i 2015, hvor han spillede tre kampe. 
I efteråret 2020 blev Jønsson udtaget til A-landsholdstruppen,, og han fik debut 11. november i venskabskampen mod Sverige, hvor han spillede hele kampen og i øvrigt blev kåret som man of the match.

## Personlige forhold
Jens Jønssons far er den tidligere professionelle basketballspiller Henrik Jønsson, som spillede for Bakken Bears.